# そっちこっち絶品勝負!!
『そっちこっち絶品勝負!!』（そっちこっちぜっぴんしょうぶ）は、1997年10月4日から2001年9月29日まで中京テレビで放送されていた紀行番組・グルメ情報番組。放送時間は毎週土曜 9:55 - 10:25 （日本標準時）。

## 概要
笑福亭笑瓶ほか3人のレギュラーリポーターたちが日本各地を探訪し、その土地特産の様々な「絶品」アイテムやそれらを生み出した職人たちを視聴者に紹介していた番組である。探訪先は圧倒的に東海3県が多かったが、稀に神奈川県や大阪府などの遠隔地でロケを行うこともあった。
同時期に中京テレビが放送していた他のローカル番組群と同様に、この番組も多くの回でグルメリポートを行っていた。特に放送末期においては、毎回必ず探訪先の「絶品」料理を特集していた。笑瓶たちが取材した料理店は、かつて存在していた番組公式サイトのバックナンバーに掲載されたほか、番組が出版した関連書籍『るるぶ絶品勝負!!』誌上にも掲載された。
なお、直前の土曜9:25枠では、同じくグルメ情報番組的な側面が強い紀行番組『心にエール!ふるさと夢図鑑』が放送されていた。

## 出演者

### 番組終了時の出演者
- 笑福亭笑瓶
- 石原良純
- 本田恵美（当時中京テレビアナウンサー）

### 途中降板した出演者
- 羽賀研二
- 小林美穂子（当時中京テレビアナウンサー）

### ナレーター
- 藤井利彦（中京テレビアナウンサー）[1]

## 関連書籍
- るるぶ絶品勝負!! rurubu zeppin 東海エリアおでかけグルメ!! （2001年1月、JTB、ISBN 4-533-03719-4）